# Гродненська унія

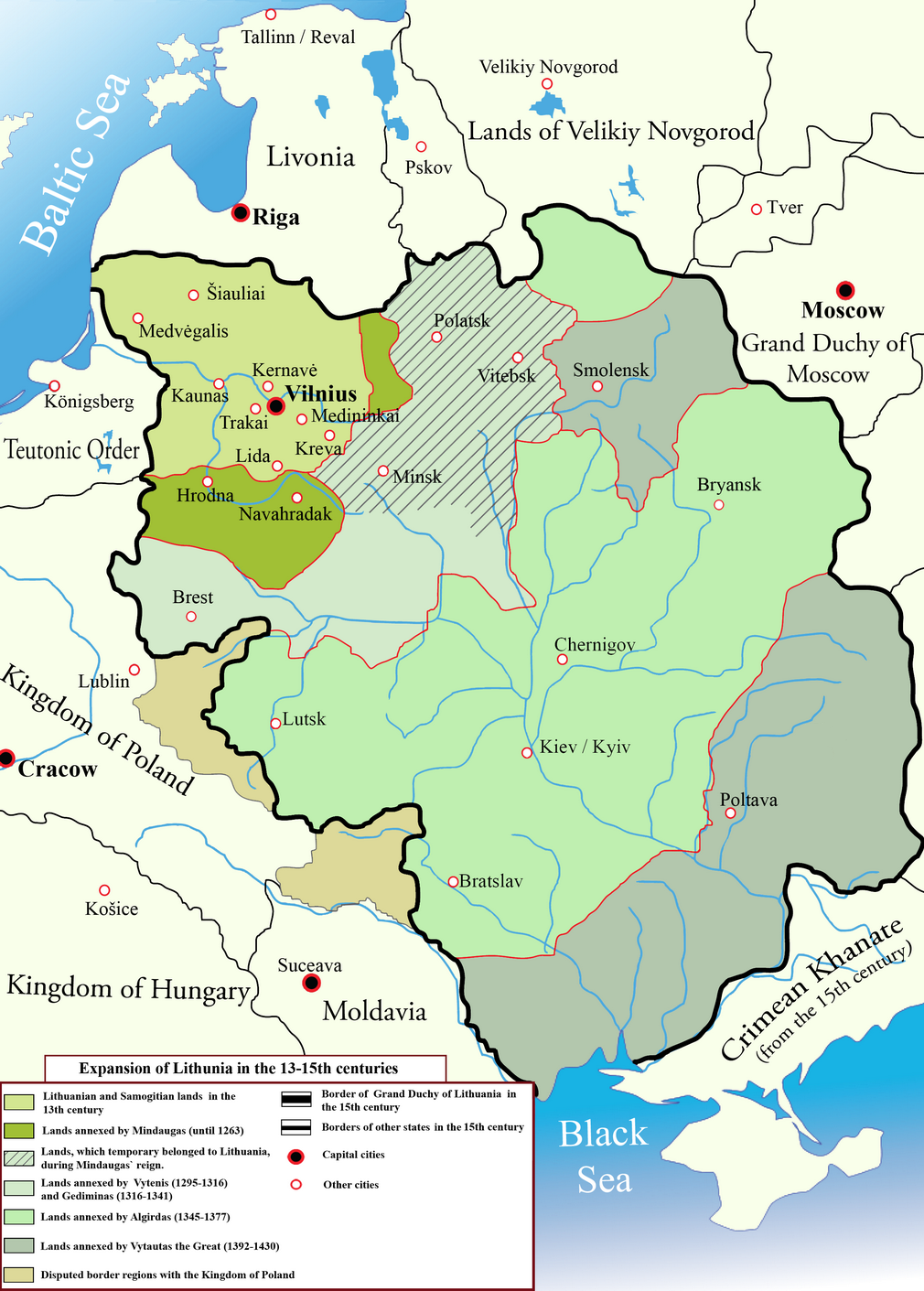
Велике князівство Литовське, Руське та Жемантійське

Гродненська унія— угода між Королівством Польським та Великим князівством Литовським, укладена 15 жовтня 1432 року у м. Гродно. Ініціаторами угоди виступили польський король Владислав II Ягайло та Великий князь Литовський— Сигізмунд Кейстутович. Унія була укладена в умовах громадянської війни після повалення влади Свидригайла Ольгердовича. 

## Передумови унії
Щоб послабити позиції Великого князя Литовського Свидригайла в середовищі литовської знаті, польська влада висунула власну кандидатуру Великого князя Литовського, який завдячував за це польській короні. Претендентом на литовський престол став брат Вітовта — Сигізмунд Кейстутович, завданням якого було переконати литовських вельмож, незадоволених Свидригайлом, скинути князя.
Обрання Сигізмунда Кейстутовича (1432 р.) Великим князем Литовським призвело до розколу Литовсько-Русько-Жемантійського князівства на дві частини: литовську (підтримувала Сигізмунда Кейстутовича) та українсько-білоруську (українська, білоруська шляхта та князі, що підтримували Свидригайла). Вірними Свидригайлові залишилися князі Гедиміновичі та Рюриковичі.

## Укладання унії
15 жовтня 1432 року Сигізмунд уклав з польським урядом Гродненську унію. Основні положення документа засвідчили включення Великого князівства Литовського до складу Польського королівства. Свидригайло та більшість українсько-білоруської еліти не визнали унію й продовжили боротьбу.
Відповідно до унії, Сигізмунд визнавався великим князем. Територія держави Вітовта залишалася незмінною, але після смерті Сигізмунда Велике князівство мало перейти під безпосереднє правління польського короля Ягайла або його нащадків. 18 жовтня 1432 син Сигізмунда Михайло видав акт, в якому відмовлявся від боротьби за великокняжий стіл і визнавав себе васалом Польщі.
Подільське князівство повністю поверталося до складу Польщі, а Волинь визнавалася довічним володінням Сигізмунда (на таких самих умовах Волинським князівством володів і Вітовт). Спірні волинські землі із замками в містах Ратне, Ветли, Лопатин та Городло відходили Польщі. Всі союзи та угоди, раніше укладені Свидригайлом «на шкоду королівству», розривалися. Так, наприклад, Сигізмунд зобов'язався допомагати Польщі у боротьбі з хрестоносцями, що розривало Крістмемельський союзний договір, укладений Свидригайлом з Тевтонським орденом.
20 січня 1433 року в Троках Сигізмунд видав указ, що затверджував умови унії, в якому згадано 41 свідка. Попри певні поступки литовським, українським та білоруським боярам, наприклад, допущення їх до виборів великого князя, унія стала перемогою польської зовнішньої політики, а Велике князівство Литовське ставало фактично членом польської корони.
Гродненський привілей 1432 року повертав політичні та майнові права руській (українській) і білоруській шляхті в разі переходу її до римо-католицизму.
Унія діяла до вбивства в 1440 році Сигізмунда й обрання Великим князем Литовським, Руським та Жемантійським сина Ягайла Казимира.